# Владимир Левин
Владимир Павлович Левин (на азербайджански език - Vladimir Pavloviç Levin) е азербайджански футболист, защитник.

## Кариера
Професионална му футболна кариера започва през 2001 г. в резервния отбор на украинския Черноморец Одеса, където е и капитан. От 2005 г. насам, е играч на Интер Баку.

## Национален отбор
Въпреки че е етнически азербайджанец, след разпада на СССР той приема украинско гражданство. Според решение на специална комисия през юли 2006 г., във връзка с приемането на азербайджанско гражданство, Владимир Левин вече не се счита за чужденец и може да играе за родината си.
Той дебютира за националния отбор на Азербайджан на 27 август 2008 г. в Техеран, в приятелски мач срещу Иран.